# FX마진
FX 마진거래(영어: foreign exchange margin contract) 또는 외환 증거금 거래(外換證據金去來, 영어: margin foreign exchange trading)는 외환 거래의 일종이다. 증거금을 이용해서 선물회사와 계약당 10만 달러 등으로 표준화된 통화쌍을 거래하는 것이다. 미국에서는 소매외환거래(retail forex)라고 한다.

## 같이 보기
- 중개인
- 데이 트레이딩
- 스캘핑